# ایالت اکیتی
ایالت اکیتی (به لاتین: Ekiti) یک ایالت در نیجریه است که ۶٬۳۵۳ کیلومترمربع مساحت دارد.